# Dennis Lo

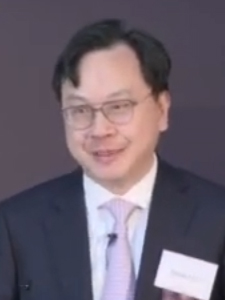
Dennis Lo, 2023

Yuk-ming Dennis Lo, zitiert Y. M. D. Lo, (chinesisch 盧煜明 / 卢煜明, Pinyin Lú Yùmíng, IPA (hochchinesisch) [lǔ ŷmǐŋ], Jyutping Lou4 Juk1ming4; * 12. Oktober 1963 in Hongkong) ist ein chinesischer Labormediziner, bekannt für die nicht-invasive pränatale Diagnose bei Föten über deren DNA im Blutplasma der Mutter.

## Leben und Wirken
Dennis Lo studierte an der University of Cambridge mit dem Bachelor-Abschluss und erhielt M. D. und Ph. D. an der University of Oxford. Danach war er Lecturer für klinische Biochemie am Radcliffe Hospital, dem Lehrkrankenhaus der Medizinischen Fakultät in Oxford, und Fellow des Green College in Oxford. 1997 kehrte er nach Hongkong zurück. Er ist Li Kai Shing Professor für Medizin und Professor für chemische Pathologie an der Chinese University of Hong Kong sowie Direktor des Li Ka Shing Institute of Health Science.
1997 entdeckte er die Präsenz fötaler DNA im Blutkreislauf werdender Mütter und die Möglichkeit von pränatalen Diagnosen daran. Später entdeckte er mit seinem Team auch die Existenz zellfreier fötaler RNA im Blutplasma der Mutter und sie zeigten, dass diese für die Diagnose des Down-Syndroms (Trisomie 21) benutzt werden kann. Sie entwickelten Methoden mit Polymerase-Kettenreaktion und massiv paralleler DNA-Sequenzierung aus den Bruchstücken des Erbguts des Fötus im mütterlichen Blutplasma dessen Erbgut zu analysieren und erkannten die Bedeutung epigenetischer Marker für pränatale Diagnostik.
Seit 2016 zählt ihn Thomson Reuters aufgrund der Zahl seiner Zitierungen zu den Favoriten auf einen Nobelpreis (Thomson Reuters Citation Laureates). 2022 erhielt Lo den Lasker~DeBakey Clinical Medical Research Award. Für 2025 wurde ihm der March of Dimes and Richard B. Johnston, Jr., MD Prize in Developmental Biology zugesprochen.

## Schriften
- mit N. M. Hjelm, C. Fidler, I. L. Sargent, M. F.Murphy, P. F. Chamberlain, P. M. Poon, C. W. Redman, J. S. Wainscoat Prenatal diagnosis of fetal RhD status by molecular analysis of maternal plasma, New England Journal of Medicine, Band 339, 1998, S. 1734–1738.
- mit N. Corbetta, P. F. Chamberlain, V. Rai, I. L.Sargent, C. W. Redman, J. S. Wainscoat Presence of fetal DNA in maternal plasma and serum, The Lancet, Band 350, 1997, S. 485–487.
- mit R. W. K. Chiu: Prenatal diagnosis: progress through plasma nucleic acids, Nature Review Genetics, Band 8, 2007, S. 71–77
- mit E.K.O. Ng, N. B. Y. Tsui, T. K. Lau, T. N. Leung, R. W. K. Chiu, N. S.  Panesar, L. C. W. Lit, K. W. Chan mRNA of placental origin is readily detectable in maternal plasma, Proceedings National Academy USA, Band 100, 2003, S. 4748–4753.
- mit K.C. Allen Chan, Chunming Ding, Ageliki Gerovassili, Sze W. Yeung, Rossa W.K. Chiu, Tse N, Leung, Tze K. Lau, Stephen S.C. Chim, Grace T.Y. Chung, Kypros H. Nicolaides Hypermethylated RASSFIA in Maternal Plasma: A Universal Fetal DNA Marker that Improves the Reliability of Noninvasive Prenatal Diagnosis, Clin. Chem., Band 52, 2006, S. 2211–2218.

## Auszeichnungen (Auswahl)
- 2005 State Natural Science Award (China)
- 2006 Abbott Award der International Federation of Clinical Chemistry and Laboratory Medicine (IFCC)
- 2006 Distinguished Science Award der US National Academy of Clinical Biochemistry
- 2007 Sigi Zeiring Award der American Association of Clinical Chemistry[2]
- 2009 Fulbright Distinguished Scholar
- 2011 Mitglied der Royal Society[3]
- 2013 Mitglied der National Academy of Sciences[4]
- 2014 König-Faisal-Preis[5]
- 2021 Breakthrough Prize in Life Sciences
- 2021 Royal Medal der Royal Society